# Тернуватка (Берестинський район)
Тернува́тка —  село в Україні, у Берестинському районі Харківської області. Населення становить 192 осіб. Орган місцевого самоврядування — Огіївська сільська рада.
Після ліквідації Сахновщинського району 19 липня 2020 року село увійшло до Красноградського (Берестинського) району.

## Географія
Село Тернуватка знаходиться за 3,5 км від річки Вошива (лівий берег). На відстані 3 км розташоване село Зелене, за 5 км - село Огіївка.

## Історія
- 1885 - дата заснування с. Санжаро
- 1887 - перейменували в с. Терноватка

## Економіка
- Молочно-товарна ферма.